# Эшпинья, Педру
Педру Мануэль Феррейра Эшпинья (порт. Pedro Manuel Ferreira Espinha, родился 25 сентября 1965 в Мафре) — португальский футболист. Выступал на позиции вратаря.

## Карьера

### Клубная
Воспитанник клуба «Белененсеш». Карьеру начинал в «Кова Пьедаде», выступая в молодёжном составе, затем выступал в «Академике» из Коимбры и «Сакаваненсе», где почти ни разу не выходил в основном составе. В 1989 году вернулся в «Белененсеш», где и стал известным игроком, проведя более 90 игр. Приблизительно такое же число матчей он провёл в «Салгейруше» и «Витории» из Гимарайнша. В 2000 году его приобрёл «Порту», но из-за травм и высокой конкуренции Эшпинья сыграл только один матч, после чего ушёл в «Виторию» из Сетубала, где и завершил карьеру.

### В сборной
В сборной сыграл только шесть встреч, однако попал в заявку на Евро-2000. На чемпионате сыграл один матч группового этапа против Германии: португальцы выиграли 3:0 благодаря хет-трику Сержиу Консейсау и отменной игре Эшпиньи. В конце игры Эшпинья покинул поле, уступив место в воротах Киму.